# Charlie Crist
Charles Joseph "Charlie" Crist, Jr. (* 24. července 1956, Altoona, Pensylvánie) je americký politik, v letech 2007–2011 byl guvernérem státu Florida.
Narodil se v Pensylvánii, ale ještě jako dítě se přestěhoval s rodiči do Saint Petersburgu na Floridě. Jeho otec byl lékař řecko-kyperského původu.
7. listopadu 2006 zvítězil v guvernérských volbách na Floridě s počtem hlasů 52,2 %. Porazil demokratického kandidáta Jima Davise který získal 45,1%. Ve funkci guvernéra Floridy vystřídal bratra tehdejšího prezidenta USA George Bushe, Jeba Bushe. Funkce se ujal 2. ledna 2007 a vykonával ji do 4. ledna 2011.
V roce 2008 byl jedním z adeptů na post viceprezidenta USA při případném vítězství Johna McCaina v prezidentských volbách. V roce 2016 byl zvolen do Sněmovny reprezentantů Spojených států amerických, kde zastupuje Floridu za 13. kongresový okres.